# Vlag van Hoeksche Waard

vlag van de gemeente Hoeksche Waard

Logovlag (tot 2019)

De vlag van Hoeksche Waard is op 17 december 2019 bij raadsbesluit vastgesteld als de gemeentelijke vlag van de  Zuid-Hollandse gemeente Hoeksche Waard. Het ontwerp was een van de twee ontwerpen die door de Hoge Raad van Adel waren voorgesteld.
De vlag is afgeleid van het gemeentewapen. Langs de broeking is het groen van de schildzoom van het wapen geplaatst, met daarnaast, ook in de broeking, de heraldische rechterhelft. In de vlucht is de heraldische linkerhelft met de Beierse ruiten afgebeeld.
Opmerking: in de heraldiek zijn de begrippen links en rechts gezien vanuit de schilddrager. Voor de toeschouwer zijn deze verwisseld.
Tot de ingebruikname van bovenstaande vlag gebruikte de gemeente een logovlag.

## Verwante afbeeldingen

Wapen van Hoeksche Waard

Alblasserdam
· Albrandswaard
· Alphen aan den Rijn
· Barendrecht
· Bodegraven-Reeuwijk
· Capelle aan den IJssel
· Delft
· Den Haag
· Dordrecht
· Goeree-Overflakkee
· Gorinchem
· Gouda
· Hardinxveld-Giessendam
· Hendrik-Ido-Ambacht
· Hillegom
· Hoeksche Waard
· Kaag en Braassem
· Katwijk
· Krimpen aan den IJssel
· Krimpenerwaard
· Lansingerland
· Leiden
· Leiderdorp
· Leidschendam-Voorburg
· Lisse
· Maassluis
· Midden-Delfland
· Molenlanden
· Nieuwkoop
· Nissewaard
· Noordwijk
· Oegstgeest
· Papendrecht
· Pijnacker-Nootdorp
· Ridderkerk
· Rijswijk
· Rotterdam
· Schiedam
· Sliedrecht
· Teylingen
· Vlaardingen
· Voorne aan Zee
· Voorschoten
· Waddinxveen
· Wassenaar
· Westland
· Zoetermeer
· Zoeterwoude
· Zuidplas
· Zwijndrecht